# Bicas (Abrantes)
Bicas é uma aldeia pertencente à freguesia de São Miguel do Rio Torto e Rossio ao Sul do Tejo, no município de Abrantes, em Portugal.

## Descrição e história
A povoação situa-se no território da antiga freguesia de São Miguel do Rio Torto, distando cerca de 7 Km em relação à sede de freguesia e a 15 Km da sede do município.[carece de fontes?] Está ligada por estradas alcatroadas à sede de freguesia,[carece de fontes?] à vizinha vila de Tramagal, (atravessada pela EN118), à aldeia de Vale de Açor e daí respectiva sede de freguesia, a Bemposta, que é atravessada pela EN2.[carece de fontes?]
Em termos de património, conta com dois elementos de interesse, uma capela e um chafariz, ambos construídos no século XX. Quanto a organizações cívicas, possui a Associação Cultural Desportiva e Recreativa de Bicas e a Associação Jovem de Bicas, que em 2010 reunia cerca de 50 a 100 membros. A sua festa tradicional, conhecida como Festa das Bicas, realiza-se normalmente em Junho.
Em Março de 2015, o Jornal de Abrantes noticiou que o presidente da Junta de Freguesia de São Miguel do Rio Torto e Rossio ao Sul do Tejo, Luís Alves, tinha iniciado uma recolha de assinaturas como forma de protesto contra a degradação dos serviços de saúde na freguesia, uma vez que São Miguel e Bicas estavam sem médico de família desde Outubro de 2014. Em Maio de 2016, um homem faleceu em Bicas, após ter caído para a ribeira que passa pela aldeia, tendo sido depois arrastado pelas águas. Em Abril de 2020, estavam quase terminadas as obras de remodelação da estrada entre Tramagal e Bicas, com cerca de 8 Km, intervenção que custou mais de 400 mil euros, e que veio melhorar as condições de segurança naquela via, e facilitar os acessos entre as duas freguesias.
Em Maio de 2021, Luís Alves foi entrevistado pelo jornal Medio Tejo sobre o seu mandato, entre 2013 e 2021, tendo destacado a instalação de uma casa mortuária em Bicas como uma das suas principais obras. Porém, revelou que ainda ficaram por fazer algumas das intervenções prometidas desde o período após a Revolução de 25 de Abril de 1974, como a melhoria das condições nas ruas, tendo recordado que «quando tivemos as grandes chuvas, nas Bicas as pessoas não puderam sair de casa com ‘toneladas’ de pedras e terra à porta». Defendeu igualmente a instituição de um serviço de proximidade na freguesia, com unidades móveis de saúde, devido a vários problemas no acesso às estruturas de saúde pública por parte das populações, como em Bicas, cujos habitantes tinham de se deslocar a São Miguel «até para fazer um teste de diabetes», o que constituía «uma viagem de 30 quilómetros, de ida e volta a casa». Criticou igualmente o parque escolar na freguesia, com a falta de estabelecimentos de ensino em Bicas, cujos alunos tinham também de se deslocar até São Miguel. Em contraste, elogiou o associativismo na freguesia, tendo descrito a Associação Cultural Desportiva e Recreativa de Bicas como sendo «dirigida só por mulheres, extremamente ativas».
Entre os naturais de Bicas, destaca-se o coronel António Almeida Ferreira, nascido em 1966, e que foi homenageado com o grau de cavaleiro na Ordem Militar de Avis, entre outras condecorações.